# Пустозерск
Пустозе́рск (также встречается написание Пустозёрск; нен. Санэр харад) — исчезнувший город в нижнем течении Печоры, в Заполярном районе Ненецкого автономного округа.
Пустозерское городище находится в 20 км от нынешнего города Нарьян-Мар.
Постановлением Совета Министров РСФСР от 4 декабря 1974 года № 624 Пустозерское городище включено в список памятников истории и культуры, находящихся на государственной охране. Объект культурного наследия федерального значения (регистрационный номер 8310003000).
Пустозерск стал первым русским городом за Полярным кругом и одним из главных форпостов России в освоении Севера и Сибири. С XVIII века постепенно терял своё значение. В 1924 году потерял статус города, окончательно покинут в 1954 году.

## История

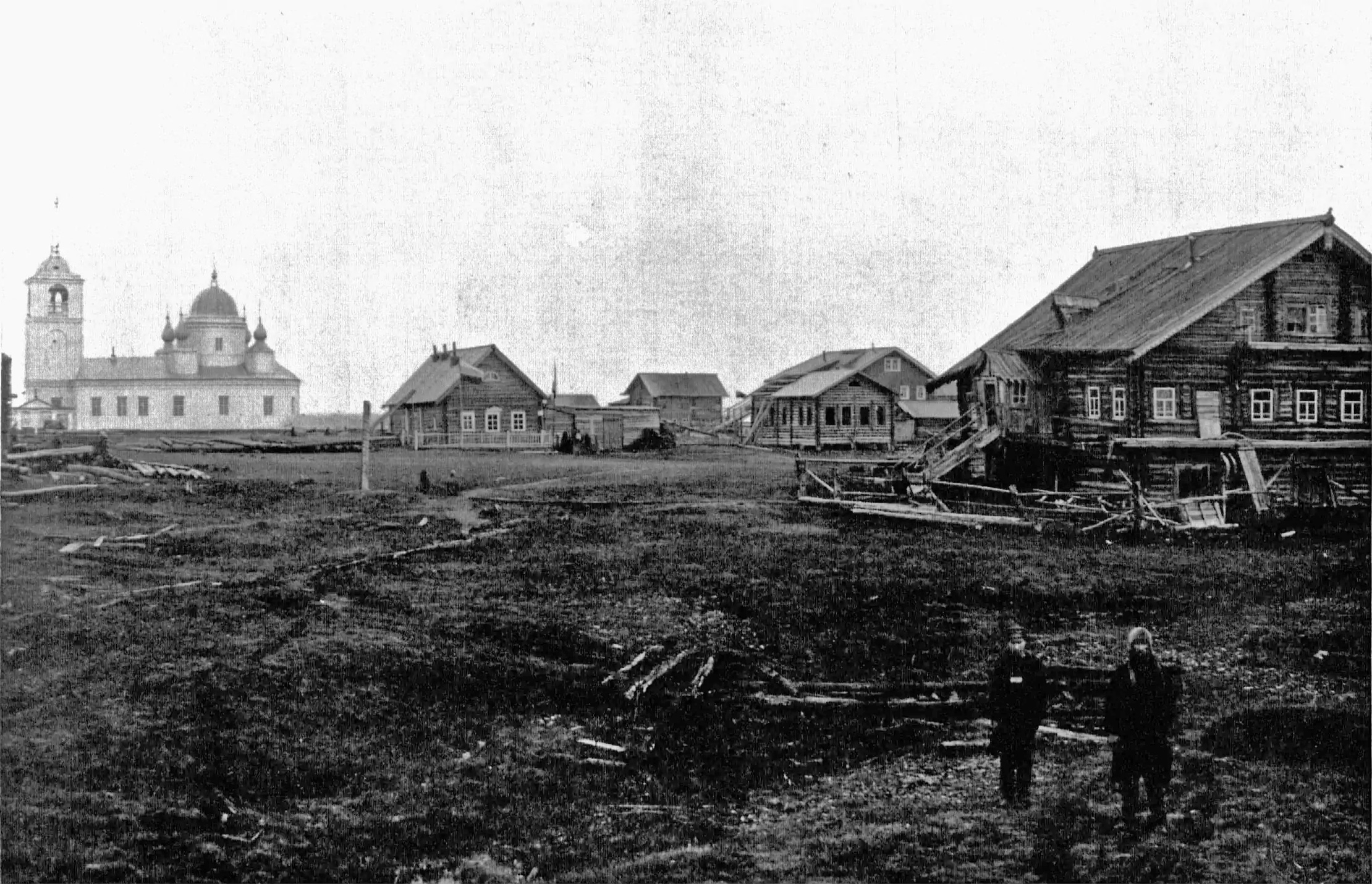
Вид Пустозерска (1909 г.)

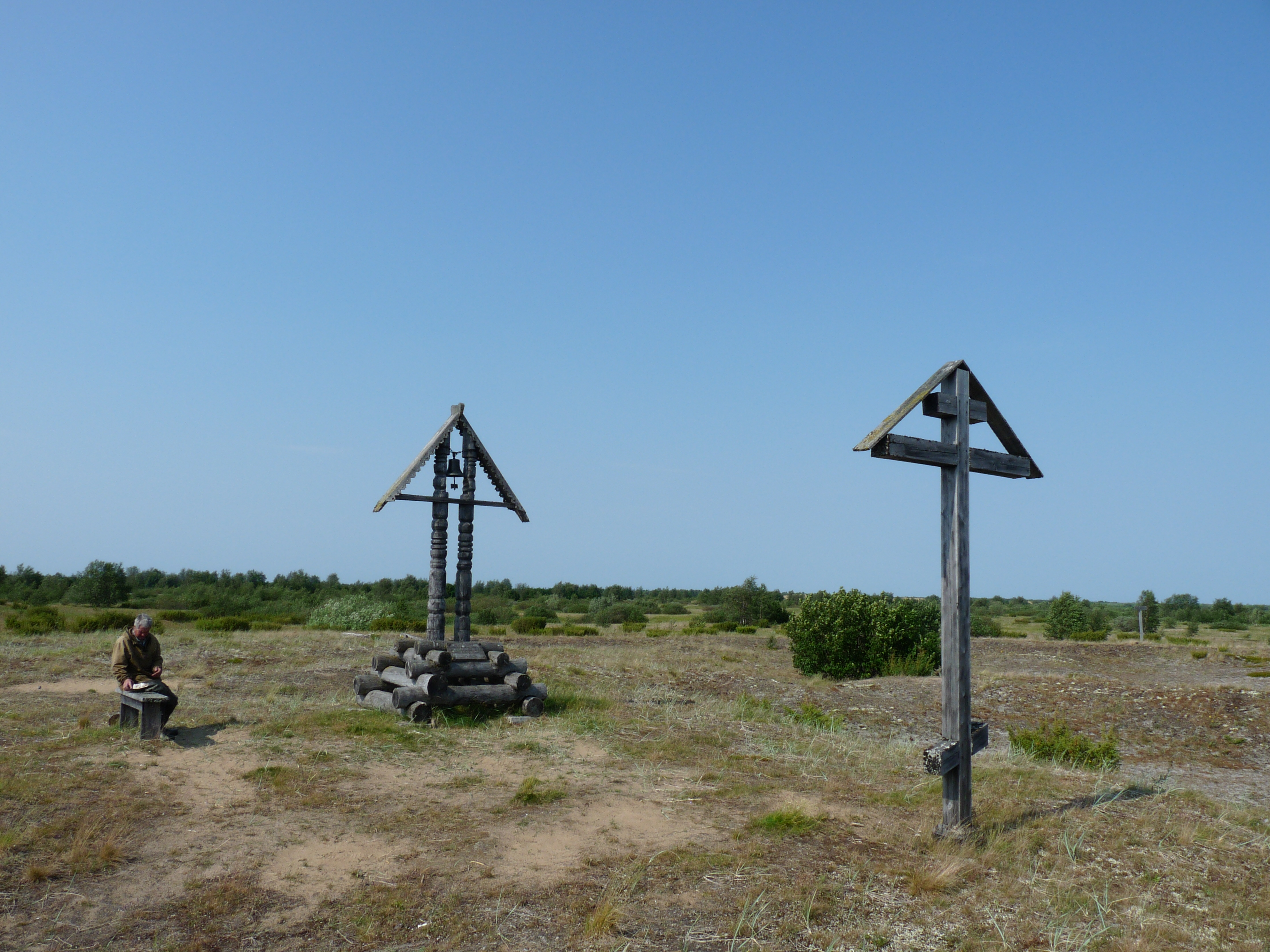
На предполагаемом месте сожжения протопопа Аввакума установлен старообрядческий крест (2010)

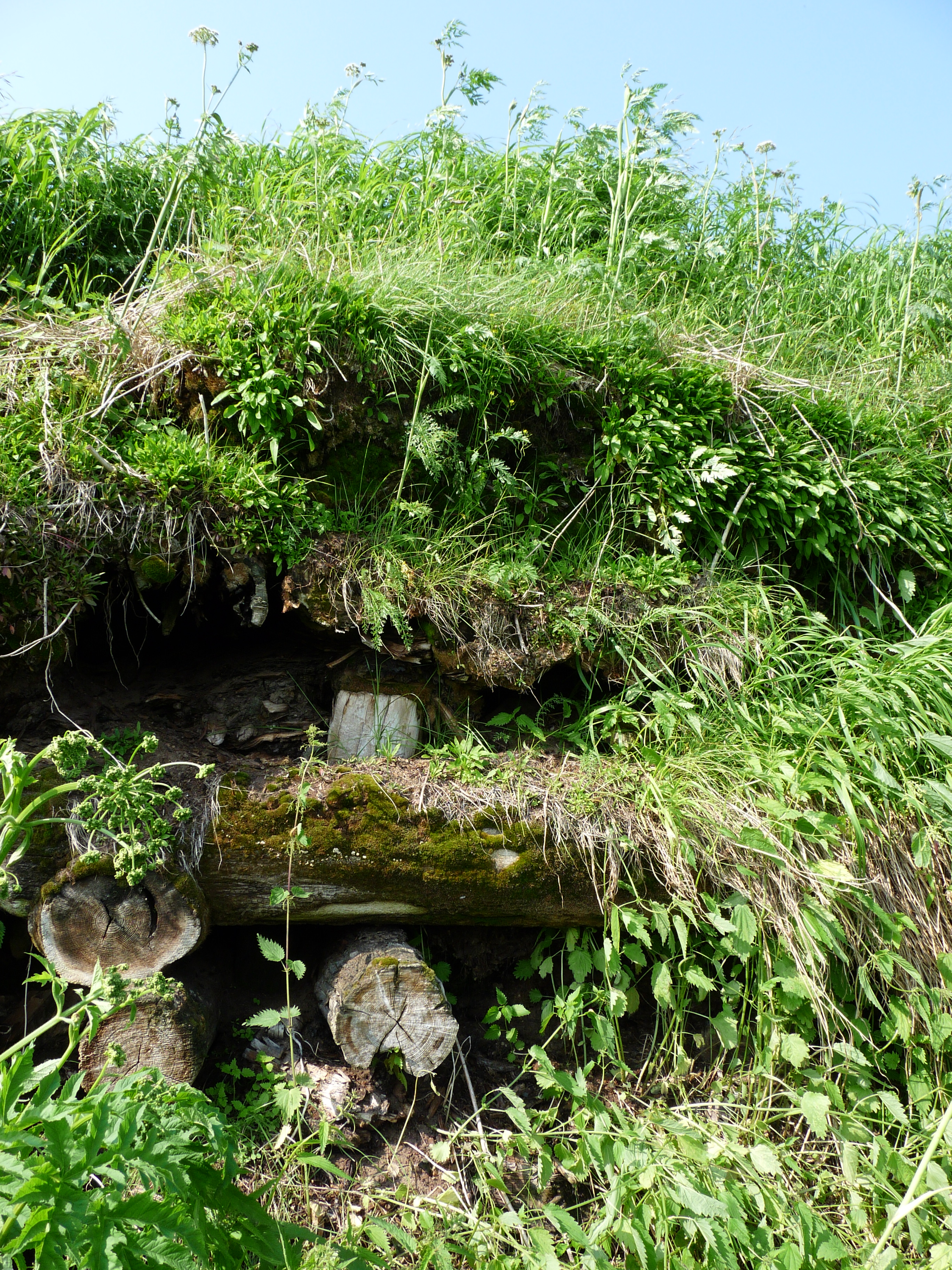
Старый археологический раскоп на месте Пустозерска (2010)

### Основание
Пустозерск был основан осенью 1499 года по указу великого князя Ивана III военной экспедицией, возглавлявшейся воеводами Семёном Курбским, Петром Ушатым и Василием Заболотским-Бражником. Острог был заложен на одном из рукавов дельты Печоры в 100 км от её устья, на мысу озера Пустое (другие названия — Городецкое, Кормчее).

### Расцвет
В 1502 году была учреждена Пустозерская волость. В 1574 году Пустозерская волость была расширена путём присоединения Усть-Цилемской и Ижемской слободок, отписанных от Вымской волости. В начале XVII в. был образован Пустозерский уезд. В его состав вошли Пустозерская волость, а также Ижемская и Усть-Цилемская волости. Пустозерский уезд простирался от реки Мезень до Урала и от Баренцева моря до реки Вычегды.
В Пустозерске к тому времени насчитывалось около 2 тысяч жителей.
В течение почти трёх веков (до 1780 года) Пустозерск был административным, торговым, культурным и религиозным центром Печорского края. В Пустозерске было воеводство, располагались приказная изба, таможня, тюрьма, торговые лавки, дом для «рудознатцев», кабак. В 1681 году был возведён соборный храм во имя Преображения Господня, при храме построили две приходские церкви — Введения пречистые и Никольская. В городе жили чиновники и военные, нёсшие государеву службу, Поскольку здесь нет пахотных земель, население занималось рыбной ловлей, охотой, животноводством, промыслом морского зверя и торговлей. Согласно книге-платёжнице «Поморские Пустозерские волости», датированной 1574—1575 годами, в Пустозерске имелось «русских — 92, пермяцких — 52, а всего — 144 двора, а людей в них русаков и пермяков — 282 человека», то есть с учётом женщин и детей население города составляло до 500 человек.
Во второй половине XVI века большую известность получили Пустозерские крещенские ярмарки, на которые приезжали промышленные и торговые люди из поморских городов, а также сотни ненцев Европейского, Обского и Енисейского Севера. Самоеды торговали рыбой, пушниной, олениной и дичью, меняли их на хлеб, ткани, изделия из металла, пеньку, коноплю, орудия промысла, хозяйственный и бытовой инвентарь.
После Ливонской войны (1558—1583 годов) Московское государство потеряло всё побережье Балтийского моря, и внешняя торговля могла осуществляться только через северные моря. Указом Ивана IV были установлены льготы для торговли, которыми стали пользоваться английские и датские купцы.

### Упадок
В конце XVI — начале XVII веков на Печоре и в Сибири заморские купцы стали устанавливать прямые торговые связи с местными жителями, минуя русские порты на Белом море и Пустозерск.
В 1611—1615 годах в Пустозерске активизировались агенты английской торговой гильдии, которые рассчитывали на большие прибыли от северного пушного промысла. Они выхлопотали разрешение у местных таможенных сборщиков перезимовать в 1611—1612 годах в Пустозерске. Скупали пушнину, в том числе выезжая для торга в Окладникову слободу, изучали условия местных рынков.
Для государства появилась действительная опасность потерять контроль над пушной торговлей на Севере, доходы от которой составляли треть доходов казны. В августе 1620 года царь Михаил Фёдорович своим указом запретил все торговые сношения жителей Севера и Сибири с иностранными купцами и закрыл морской путь в Сибирь. Торговля с иностранцами разрешалась только в Архангельске. Фактории заморских купцов в других поморских городах, в том числе Пустозерске, закрылись.
Уменьшение доходов от торговой и промысловой деятельности ухудшило экономическое состояние города, что привело к снижению численности населения в Пустозерске. В 1611 году в нём было больше 200 дворов, а в 1649 году — 36 посадских и 2 вдовьих двора. Через четверть века после выхода царского указа в Пустозерске осталось только 19 % населения. В конце XVI века, после покорения Казанского ханства, открылись новые, более удобные пути за Урал, и в 1704 г. указом Петра I было запрещено ездить в Сибирь древним сухопутным (Чрезкаменным) путём через Уральские горы, и Пустозерск перестал являться стратегическим опорным пунктом на торговых путях Русского государства.
Экономику Пустозерска в XVII—XVIII веках подорвали также набеги «харючи» — воинственных зауральских ненцев. Харючи разрушали промысловые избы, угоняли оленей, захватывали запасы и «государеву казну», поджигали Пустозерск.
Протоку Городецкий шар начало постепенно затягивать песком, она обмелела, что затруднило подходы к городу по воде. В 1762 году по указу Екатерины II была разобрана Пустозерская крепость, брёвна от которой приказано было «употребить на топление». В 1780 году (согласно «Уложению о губерниях» 1775 года) Пустозерский уезд был упразднён, а его территория вошли в состав Мезенского уезда, Пустозерск стал центром Пустозерской волости; в Мезень из Пустозерска была переведена воеводская канцелярия и воинский гарнизон.
В 1924 году Пустозерск теряет статус города, а в 1928 году перестаёт быть и центром сельсовета, утратив последние административные функции. На 1 января 1928 года в нём было 24 жилых дома и 183 жителя, в 1950 году — лишь 12 жилых домов. Пустозерск был окончательно покинут в 1954 году, его последней жительницей была Аграфена Андроновна Кожевина.

### Город как место ссылки, заключения и казней
Город служил местом ссылки и заключения. Здесь содержались участники восстаний Кондрата Булавина и Степана Разина, «Соловецкого сидения». В Пустозерск был также сослан видный деятель старообрядчества протопоп Аввакум и его сподвижники, почитаемые старообрядцами как святые мученики. Здесь он написал своё «Житие протопопа Аввакума, им самим написанное». Аввакум был казнён властями в Пустозерске 14 (24) апреля 1682 года, вместе со священником Лазарем, дьяконом Фёдором и иноком Епифанием, путём сожжения в срубе. На месте его казни в наше время (1991 год) старообрядцами Гребенщиковской общины из Риги поставлен «осмиконечный» лиственничный крест.
Среди других известных лиц, отбывавших ссылку в Пустозерске, были дипломат и культурный деятель боярин Артамон Матвеев со своим сыном — Андреем Матвеевым, будущим сподвижником Петра I; князь Семён Щербатов; князь Иван Долгорукий; боярин Сергей Алексеевич Пушкин, дальний родственник поэта. В 1729 году в Пустозерск был прислан бывший иеромонах Симеон, родом грек — самозваный архиерей, пойманный в Москве. Вина его «такой важности имелась, что он по поимке в Москве в Святейшем Правительственном Синоде из допросу и из взятых у него писем явилось, будучи в Польше назвался сам архиереем, ходил по архиерейскому в мантии и в белом клобуке и отправлял в Могилёве и Луцке и Вильне Божественные Литургии, посвящая разных в диаконы, и благословил архимандрита и игумена и сочинял многие лживограмоты».
Здесь же на мысе Виселичный на Городецком озере казнили ненцев-харючи, совершавших набеги на крепость.

### Память
В настоящее время в деревне Устье, стоящей в 5 километрах от Пустозерского городища, сохранился перевезённый сруб пустозерской церкви Преображения (1837 год). Постройка используется в хозяйственных целях, но сохраняет прежние очертания храма, трапезной и пятистенной апсиды. Это единственное храмовое строение, оставшееся от бывшего Пустозерска. Крепкие жилые дома были разобраны и перевезены в деревню Устье и в город Нарьян-Мар, где продолжали использоваться как жильё. В доме Шевелёвых располагается ныне историко-культурный и ландшафтный музей-заповедник «Пустозерск».
На территории бывшего Пустозерска по инициативе доктора филологических наук Владимира Ивановича Малышева в 1964 году был установлен памятный знак — каменная стела, сложенная из камней фундамента разобранной к тому времени Преображенской церкви. В 1989 году на предполагаемом месте казни Аввакума и его сподвижников сооружён силами жителей Нарьян-Мара деревянный памятник, автором которого стал Михаил Фещук, впоследствии первый директор Пустозерского музея. В 1991 году был образован Пустозерский комплексный историко-природный музей (ныне историко-культурный и ландшафтный музей-заповедник «Пустозерск»).
Согласно региональной программе "Создание музейно-туристического комплекса «Пустозерье», рядом с Нарьян-Маром появится реконструированный деревянный острог с башнями образца XVI века, дом воеводы, съезжая изба, а в деревне Устье будет проведена реконструкция дома жителя Пустозерска XIX века, а также будет проведена реставрация памятника культурного наследия регионального значения — дома Сумароковых.
27 апреля 2012 года старообрядцами-поморцами рядом с памятным крестом были освящены часовня и трапезная в память пустозерских великомучеников.
В Нарьян-Маре и Тельвиске в честь Пустозерска названы улицы. В 1994 году построен и спущен на воду реки Печора пассажирский теплоход «Пустозерск». В 1999 году в Нарьян-Маре установлен памятный знак к 500-летию Пустозерска.
В настоящее время Нарьян-Марская епархия ежегодно проводит летний крестный поход на место основания первого города русского Заполярья

## Раскопки
В 2025 году археологи обнаружили под срубом погреба дома XIX века на территории города средневековый некрополь, датируемый концом XVII — началом XVIII века. В захоронении около 30 разновозрастных могил, в которых вместо гробов использованы колоды (выдолбленные брёвна), многие останки обёрнуты большими листами бересты. Эти детали вызвали вопросы специалистов, так как в данной местности растут в основном карликовые березы и нет больших деревьев. Также при раскопках были найдены монеты XVIII века, резной деревянный крест и другие вещи.

## Произношение названия

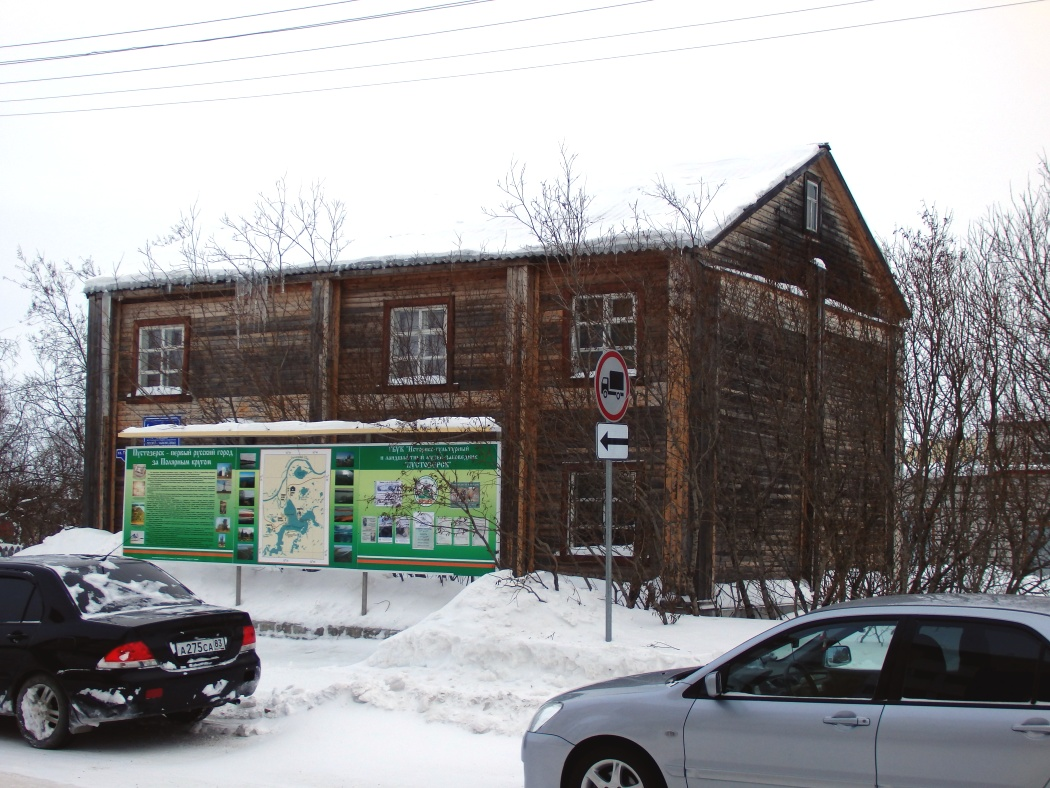
Дом Шевелёвых в Нарьян-Маре. Здание Музея-заповедника «Пустозерск».)

В СМИ Ненецкого АО, в многочисленных источниках, на радио и TV, в названии историко-культурного и ландшафтного музея-заповедника, посвящённого этому городу, употребляется произношение и написание названия через «е» («Пустозерск»).
По информации и экспертному мнению сотрудников одноимённого музея, в названии Пустозерска буква «ё» никогда не присутствовала.
Тем не менее, в ряде орфоэпических и топонимических словарей русского языка встречается версия названия «Пустозёрск».